# Rebecca Abe
Stephanie Fey alias Rebecca Abe (Starnberg, 1967) est une femme de lettres et illustratrice allemande.

## Biographie
Elle a étudié le graphisme à Munich ; ses premières illustrations publiées ont paru dans une édition de Heidi de Johanna Spyri. Elle a illustré plusieurs livres scolaires et pour les enfants.

## Œuvres
- Das Gedächtnis der Lüge. Skalding Verlag, 2008
- Im Labyrinth der Fugger. Gmeiner-Verlag 2011
- Die Gesichtslosen, comme Stephanie Fey, 2011

Antologías:
- 24 Geschichten zur Winterzeit. Esslinger Verlag, 2009

## Œuvres en français
- Sonja Fiedler, dessins de Rebecca Abe, Mes incroyables histoires de dinos [« Dinosauriergeschichten »], trad. de Cédric Gervy, Roubaix, France, Éditions Chantecler, coll. « Lire, quelle aventure ! », 2011, 46 p.  (ISBN 978-2-8034-5460-0)